# Gare de Neuves-Maisons
La Gare de Neuves-Maisons est une gare ferroviaire française de la ligne de Jarville-la-Malgrange à Mirecourt, située sur le territoire de la commune de Neuves-Maisons dans le département de Meurthe-et-Moselle, en région Grand Est.
C'est une halte de la Société nationale des chemins de fer français (SNCF), desservie par des trains TER Grand Est.

## Situation ferroviaire
Établie à 223 mètres d'altitude, la gare de Neuves-Maisons est située au point kilométrique (PK) 12,159 de la ligne de Jarville-la-Malgrange à Mirecourt, entre les gares de Messein et de Pont-Saint-Vincent.
C'est une ancienne gare de bifurcation, située au PK 23,280 de la ligne de Toul à Rosières-aux-Salines, entre les gares, fermées aux voyageurs, de Chaligny et de Ville-en-Vermois.

## Histoire

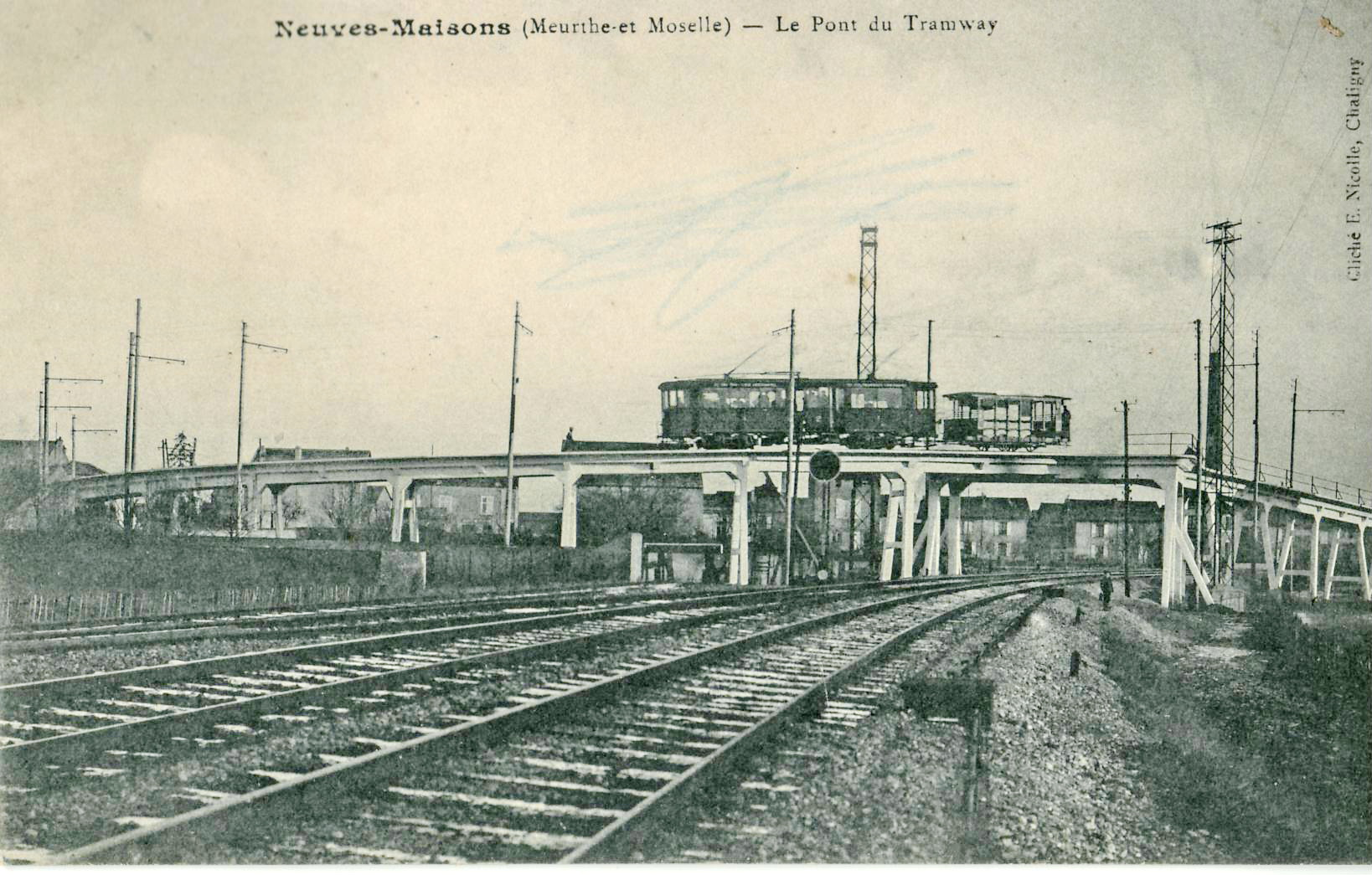
Neuves-Maisons fut desservie par une ligne du réseau suburbain des tramways des Nancy de 1910 à 1949, exploité à l'origine par la Compagnie des tramways suburbains puis par les tramways urbains de Nancy.
La ligne franchissait les voies ferrées sur un ouvrage d'art spécial

Le premier bâtiment voyageurs (BV) implanté à Neuves-Maisons était une petite construction en pans de bois avec un remplissage en briques. La prise d'importance de cette gare a poussé la Compagnie des chemins de fer de l'Est à la démolir au début du XXe siècle pour ériger un BV plus grand.
Désormais fermé aux voyageurs, le BV se trouve à quelques mètres des voies : ces dernières ayant été déplacées lors d'une rectification de la courbe de la ligne de Jarville à Mirecourt.

## Fréquentation
De 2015 à 2024, selon les estimations de la SNCF, la fréquentation annuelle de la gare s'élève aux nombres indiqués dans le tableau ci-dessous.
| Année     | 2015   | 2016   | 2017   | 2018   | 2019   | 2020   | 2021   | 2022   | 2023   | 2024   |
| --------- | ------ | ------ | ------ | ------ | ------ | ------ | ------ | ------ | ------ | ------ |
| Voyageurs | 23 481 | 16 825 | 17 214 | 20 336 | 26 275 | 13 677 | 21 389 | 34 792 | 46 245 | 48 404 |

## Service des voyageurs

### Accueil
Halte SNCF, c'est un point d'arrêt non géré (PANG) à accès libre.

### Desserte
Neuves-Maisons est desservie par des trains régionaux du réseau TER Grand Est, de la relation Nancy - Pont-Saint-Vincent (ligne L06A),.

### Intermodalité
Un parking pour les véhicules et un arrêt de transport en commun routier (car) sont aménagés à proximité.

## Service des marchandises
Le site de la gare comporte des « voies de service commercialisables ».

## Patrimoine
L’actuel bâtiment voyageurs correspond à un nouveau plan type standard de la Compagnie des chemins de fer de l'Est, créé peu avant 1914 pour les petites et moyennes gares. Il comporte une large aile basse avec trois grandes portes encadrées par deux fenêtres plus étroites tandis que le corps de logis consiste en un haut édifice en « L » au toit à demi-croupes. Une variante simplifié (avec des portes et fenêtres plus petites) sera par la suite massivement construite pour remplacer des bâtiments de gares détruits durant la Première Guerre mondiale.
Après la fermeture des guichets, l’espace emploi et la mission locale Terres de Lorraine y ont pris leurs quartiers. La mission locale organise un atelier « Mémoire ouvrière » organisant des conférences et recueillant des témoignages et photographies à propos de la mine du Val de Fer et de l'usine sidérurgique, en lien avec le musée vivant de la Mine.
La façade de la gare, située place des Fusillés, porte deux plaques commémoratives en l'hommage à cinq Francs-tireurs et partisans exécutés par les Allemands durant la Seconde Guerre mondiale.